# Muntanya de Sant Ermengol
La Muntanya de Sant Ermengol és una serra situada entre els municipis d'Artesa de Segre i de Vilanova de Meià a la comarca de la Noguera, amb una elevació màxima de 627 metres.